# Сорбитизация
Сорбитиза́ция — одна из разновидностей термической обработки изделий из среднеуглеродистой стали, которая выполняется с целью получения в толще материала однородной структуры сорбита или троостита с повышенными прочностными характеристиками и износостойкостью.
Сорбитизация заключается в нагреве заготовки выше температуры верхней критической точки и быстром охлаждении с заданной скоростью (100—600 °С/мин) в воздушной струе или в технических жидкостях (масло и т. п.), нагретых до 300—500 °С.
Применяется при производстве и термическом упрочнении рельсов, колёсных бандажей железнодорожного транспорта, проволоки и других изделий.